# Muhji ad-Din Abd al-Haris Ramadan
Muhji ad-Din Abd al-Haris Ramadan, Mohyeldin Abdel Hares Ramadan (ar. محي الدين عبد الحارث رمضان; ur. 20 czerwca 1969 w Aleksandrii) – egipski zapaśnik walczący przeważnie w stylu klasycznym. Olimpijczyk z Barcelony 1992, gdzie zajął jedenaste miejsce w kategorii 82 kg.
Zdobywca czwartego miejsca na igrzyskach śródziemnomorskich w 1991 i 1997. Złoty medalista igrzysk afrykańskich w 1991. Wygrał igrzyska w 1995, ale został zdyskwalifikowany za doping. Zdobył siedem złotych medali na mistrzostwach Afryki, w 1989, 1990, 1992, 1993, 1994 i 1997. Triumfator w  igrzyskach panarabskich w 1992 i mistrzostwach arabskich w 1995. Trzeci w Pucharze Świata w 1994; czwarty w 1991 roku.
Jest bratem Mustafy Abd al-Harisa Ramadana, olimpijczyka z Seulu 1988, Barcelony 1992 i Atlanty 1996 i synem Hasana Abduha, który brał udział w olimpijskim turnieju zapaśniczym w Montrealu 1952.
- Turniej w Barcelonie 1992

Przegrał z Amerykaninem Danem Hendersonem i Węgrem Péterem Farkasem i odpadł z turnieju.